# Lola Cordero
Dolores Cordero Gómez más conocida como Lola Cordero es una periodista española que reside en Argentina. Actualmente forma parte de Canal 9 (Buenos Aires) , CNN Radio Argentina Pop Radio 101.5

## Biografía
Nació en Barcelona. A los 12 años se trasladó a Sevilla, de donde eran sus padres. A los 25 años se fue a vivir sola a Madrid.
En su España natal estudió trabajo social, actuación, dirección de escena . Fue actriz y directora de obras de teatro. Allí era gerente de Karacter Producciones, productora de teatro que realizaba Monólogos de la vagina.
En 2002, conoció a su ex marido, mientras trabajaba en Barcelona
En Argentina, en sus comienzos, trabajó para EWTN, el canal católico de Estados Unidos, fue directora de casting de una versión del rosario, que se rodó en Tierra Santa. Hizo doblajes para España de cursos por Internet y prestó su voz para el papel de Isabel La Católica durante el Congreso de la Lengua, que se hizo en Rosario.
En 2005, conoció al periodista de espectáculos argentino Beto Casella quien la invitó a formar parte de su programa radial Bien levantado como panelista.Programa que estuvo al aire 16 años en diferentes radios de forma ininterrumpida hasta el año 2021
En 2007 y 2008, trabajó en el debate de Gran Hermano.
El 23 de agosto de 2008 en Buenos Aires, nació su primera hija llamada Lara. Los padrinos de la niña son los periodistas Guillermo Andino,  y Carmela Bárbaro, a quien Lola conoció en Bien levantado.
De 2008 a 2010, trabajó en Intrusos en el espectáculo terminando debido a que se encontraba embarazada por segunda vez y decidió bajarse del programa. 
En 2009, consiguió su primer papel como conductora en Alguien a quien querer en la pantalla de Telefé, programa en donde asistía una persona y eran preseleccionadas tres mujeres u hombres para que finalmente la persona tuviera la posibilidad de conocerlas y elegir a una de ellas.
El 6 de enero de 2011, nació en Buenos Aires su segunda hija por cesárea a la que le puso de nombre Eva, quien pesó 3,12 kg. Los padrinos de la niña son la conductora Marisa Brel, Lola la conoció en Gran Hermano. El debate y el periodista Gustavo Sylvestre.
Lola trabajaba como panelista en Bendita, programa conducido por Beto Casella en canal 9 (todos los días). Se incorporó en 2005, durante dos años trabajo para America TV y en 2011 volvió a Canal 9 para continuar en Bendita donde trabaja actualmente en elnueve Todas las tardes, primero con Maju Lozano y ahora con  Karin Coen

## Televisión
| Año                 | País                 | Título                     | Canal      | Rol        | Notas |
| ------------------- | -------------------- | -------------------------- | ---------- | ---------- | ----- |
| 2007                | Bandera de Argentina | Gran Hermano el debate     | Telefe     | Panelista  |       |
| 2007-2008           | Bandera de Argentina | Por qué no te callas...?   | Telefe     | Panelista  | [ 8 ] |
| 2007-2008/2012-2023 | Bandera de Argentina | Bendita                    | El Nueve   | Panelista  |       |
| 2008-2010           | Bandera de Argentina | Intrusos en el espectáculo | América TV | Panelista  |       |
| 2009                | Bandera de Argentina | Alguien a quien querer     | Telefe     | Conductora | [ 9 ] |
| 2013-2014           | Bandera de Argentina | El Chimentero 3.0          | Magazine   | Panelista  |       |
| 2023-2024           | Bandera de Argentina | Todas las tardes           | El Nueve   | Panelista  |       |
| 2025-presente       | Bandera de Argentina | Implacables                | El Nueve   | Panelista  |       |

## Radio
CNN Radio Argentina 
https://cnnespanol.cnn.com/seccion/cnn-radio-argentina/
Las mañanas de CNN con Nacho Girón ( 2023- 2024 hasta la actualidad )

#### Mega 98.3
- Bien Levantado (2005-2008)

#### POP
● Arriba Bebé  POP ( 2024 ) conducción Lizy Tagliani
- Conexión POP (2007) Conductora
- Bien Levantado (2009-2017)

#### Radio 10
- Levantado de 10 (2014-2016)
- Mañana Sylvestre (2016-2018)

#### Rock and Pop
- Bien Levantado (2018-2019)

#### Radio Continental
- Bien Levantado (2020-2021) conducción Beto Casella
- ¡Porque sí! (2021-2022) programación de verano
- Korol Esperanza (2022) conducción Diego Korol
- Bonadeo en su salsa (2023) conducción de Gonzalo Bonadeo

#### Mega 98.3
- Ruleta Rusa (2022) Metro 95.1
- Ruleta Rusa 2023 en Mega 98.3